# Gertrude Berg

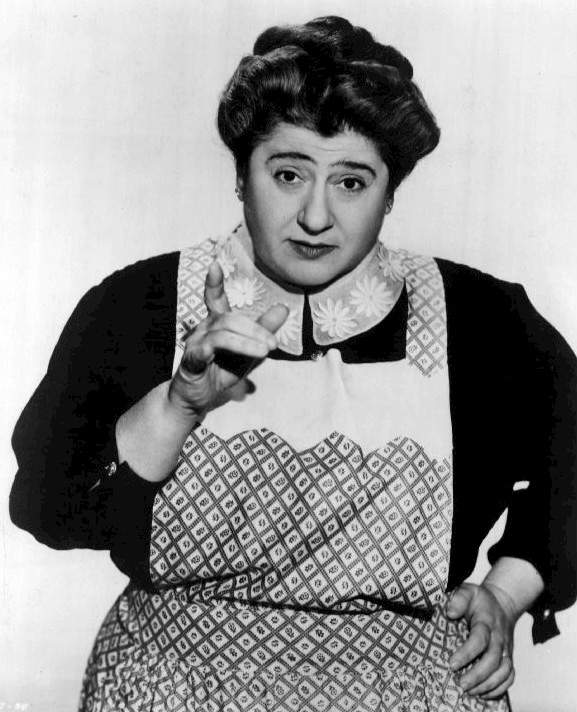
Gertrude Berg als Molly Goldberg 1951

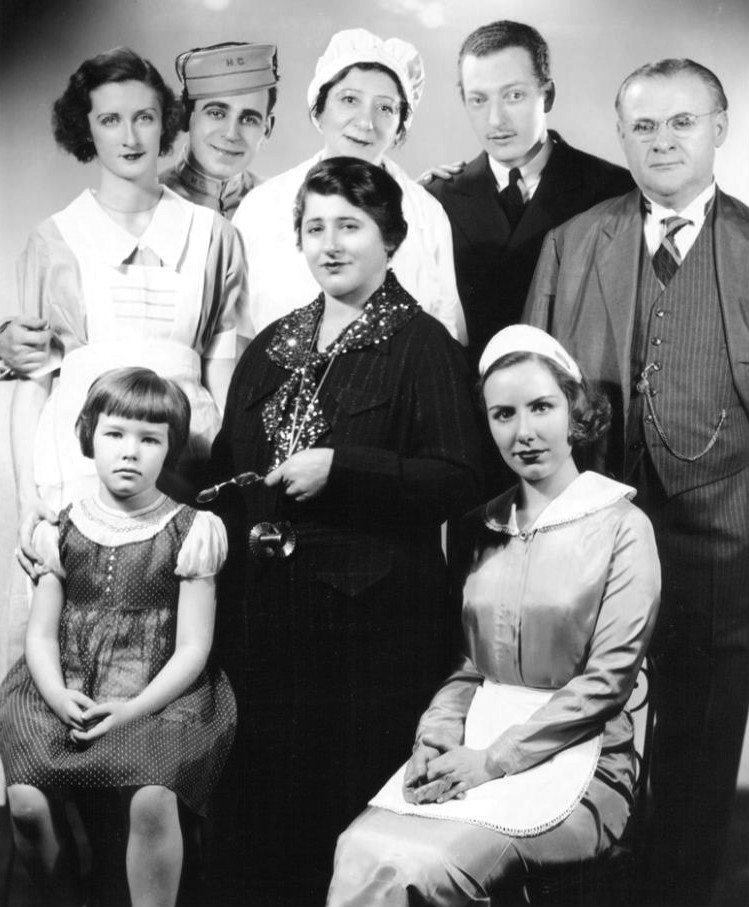
Gertrude Berg in House of Glass

Gertrude Berg (3. Oktober 1899 als Gertrude Edelstein in East Harlem, New York City – 14. September 1966 in Manhattan, New York City, Vereinigte Staaten) war eine amerikanische Schauspielerin, Drehbuchautorin und Produzentin. Sie war eine Pionierin des Radios. Als ihre Serien-Dramödie The Rise of the Goldbergs (auf dt.: Der Aufstieg der Goldbergs) (1929), später als The Goldbergs bekannt, ihre Premiere feierte, war Berg eine der ersten Frauen, die eine langlebige Radiosendung sowohl erdachte, schrieb und produzierte als auch in ihr mitwirkte. Ausdruck ihres Erfolges war u. a. der Gewinn des Tony Awards und des Emmy Awards in der Kategorie Beste Hauptdarstellerin.

## Leben und Karriere
Gertrude Berg wurde 1899 als Tillie Edelstein im New Yorker Stadtteil East Harlem geboren. Ihre Eltern Jacob und Diana Edelstein kamen aus Russland und England.
Tillie lebte mit ihrer Familie an der Lexington Avenue und heiratete 1918 Lewis Berg; sie hatten zwei Kinder: Cherney (1922–2003) und Harriet (1926–2003). She lernte das Theater kennen, während sie Sketche und Parodien in der Feriensiedlung ihres Vaters in den Catskill Mountains, dem sogenannten „Bortscht Belt“ in Fleischmanns, New York aufführte.
Nachdem die Zuckerfabrik, in der ihr Mann arbeitete, bei einem Brand zerstört wurde, entwickelte sie eine halb-autobiografische Sketch-Serie zu einer Radio-Show. Darin porträtierte sie eine jüdische Familie in einem Mietshaus in der Bronx. Obwohl es eine Schreibmaschine im Haushalt gab, schrieb Berg das Skript für die Sendung per Hand und nahm die Seiten zu ihrem Termin beim Sender NBC mit. Als der Redakteur, den sie dort traf, sich beklagte, dass er das handgeschriebene Manuskript nicht lesen könne, las sie es ihm laut vor. Ihre Performance verkaufte nicht nur die Idee für die Radio-Sendung, sondern brachte Berg auch die Hauptrolle in der Radiosendung. Berg schrieb die Manuskripte der Sendung weiterhin per Hand, solange die Sendung auf dem Sender war.
Am 20. November 1929 lief die erste 15-Minuten-Sendung von The Rise of the Goldbergs auf NBC-Radio. Berg begann mit einem Honorar von $75 die Woche. Weniger als zwei Jahre später, mitten in der Großen Depression, ließ sie den Sponsor der Sendung ein Honorar vorschlagen – er antwortete „Mrs. Berg, wir können Ihnen keinen Cent über $2,000 die Woche zahlen.“
Berg wurde als untrennbar mit der Figur Molly Goldberg wahrgenommen, der Matriarchin mit dem großen Herzen, deren Familie aus der Bronx nach Connecticut zog als Symbol, das es mit den jüdischen Amerikanern aufwärts ging. Ihre Figuren hoben mit ihren täglichen Geschichten die jüdische Einwanderung in die USA ins Bewusstsein. Die Aspekte des Immigrantenlebens und die Kämpfe der Familie Goldberg konnten in dieser Zeit viele Familien aus eigener Erfahrung nachvollziehen.
Berg schrieb praktisch alle der mehr als 5 000 Folgen der Radio-Sendung und zusätzlich eine Broadway-Adaption, Me and Molly (1948).
Nach einiger Überredung gelang es Berg, ihre Serie The Goldbergs 1949 beim Sender CBS ins Fernsehen zu bringen. Sie gewann im ersten Jahr der Fernsehserie bei CBS den ersten Emmy Award einer Hauptdarstellerin in einer Comedy-Serie. Sie spielte diese Rolle zu diesem Zeitpunkt bereits seit 20 Jahren in Folge – die Fernseh-Sendung wurde noch fünf Jahre lang produziert.
Die Serie The Goldbergs geriet 1951 während der McCarthy-Ära in Schwierigkeiten: Schauspiel-Kollege Philip Loeb, der Mollys Ehemann, den Patriarchen Jake Goldberg spielte, war auf die schwarze Liste gekommen. Die Show wurde gestoppt, weil Loeb fehlte und wurde nach einem Jahr Pause ohne ihn bis 1954 fortgeführt.
1959 gewann Berg den Tony Award als beste Schauspielerin für ihre Leistung in dem Theaterstück A Majority of One.
Berg war auch Songwriterin. Die Country-Musik-Sängerin Patsy Cline sang 1957 Bergs Komposition That Wonderful Someone auf Clines Debütalbum.
Berg starb am 4. September 1966 mit 66 Jahren in Manhattan an Herzversagen.